# أوسكار مويسيس ارسي
أوسكار مويسيس ارسي (بالإسبانية: Moisés Arce) هو لاعب كرة قدم مكسيكي في مركز الوسط، ولد في 17 أكتوبر 1995 في توريون في المكسيك. لعب مع سانتوس لاغونا.

## وصلات خارجية
- أوسكار مويسيس ارسي على موقع قاعدة بيانات كرة القدم.إي يو (الإنجليزية)
- أوسكار مويسيس ارسي على موقع Soccerway.com (الإنجليزية)